# Chlorops amoena
Chlorops amoena är en tvåvingeart som beskrevs av Johann Wilhelm Meigen 1838. Chlorops amoena ingår i släktet Chlorops och familjen fritflugor.
Artens utbredningsområde är Tyskland. Inga underarter finns listade i Catalogue of Life.